# روابط مالزی و هند
روابط مالزی و هند (انگلیسی: India–Malaysia relations) روابط دیپلماسی دو جانبه بین دو کشور هند و مالزی است. هند در کوالا لامپور دارای یک کمیسیون عالی می‌باشد و مالزی در دهلی نو یک کمیسیون عالی و در شهرهای چنای و بمبئی سرکنسولگری دارد. هر دو کشور از اعضاء کامل اتحادیه کشورهای مشترک‌المنافع، دیالوگ همکاری‌های آسیایی و گروه پانزده هستند. هند و مالزی هم چنین توسط پیوندهای فرهنگی و تاریخی مختلف که قدمت آن به دوران باستان بازمی‌گردد به هم وصل گردیده‌اند. به خاطر اینکه مالزی منزلگاه تعداد زیادی از مهاجران هندی است، بین این دو کشور فضای بسیار دوستانه‌ای حاکم است. تبار مهاتیر محمد، چهارمین نخست‌وزیر مالزی به نسل هندی مرتبط می‌شود.